# زاك تومسون (لاعب كرة قدم)
زاك تومسون (بالإنجليزية: Zac Thompson)‏ هو لاعب كرة قدم بريطاني، ولد في 5 يناير 1993 في Higher End ‏ في المملكة المتحدة. لعب مع ليدز يونايتد ونادي إيفرتون ونادي بوري.

## وصلات خارجية
- زاك تومسون على موقع قاعدة بيانات كرة القدم.إي يو (الإنجليزية)
- زاك تومسون على موقع Soccerway.com (الإنجليزية)